# Holzberg (Taunus)

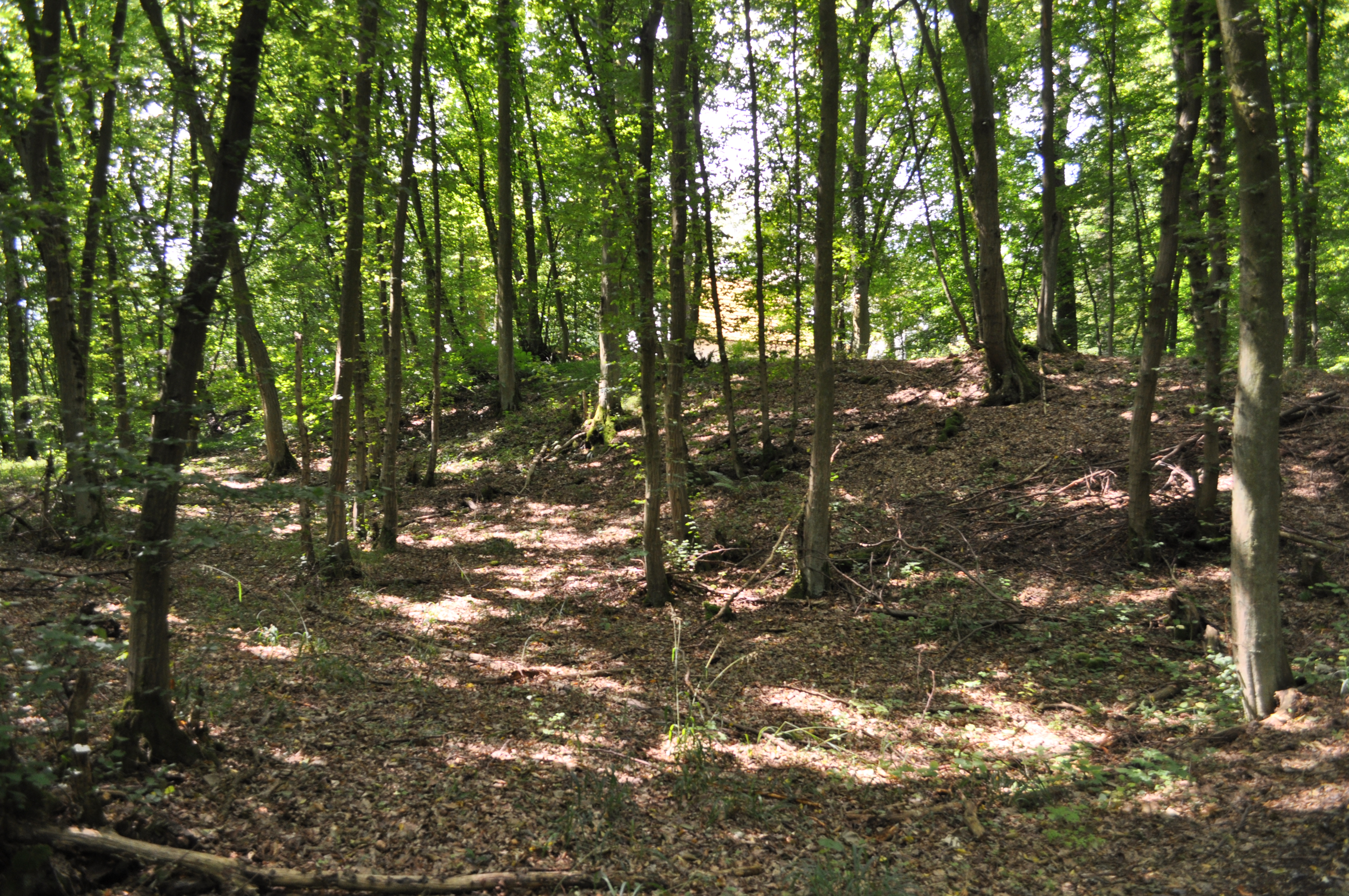
Ringwall auf dem Holzberg

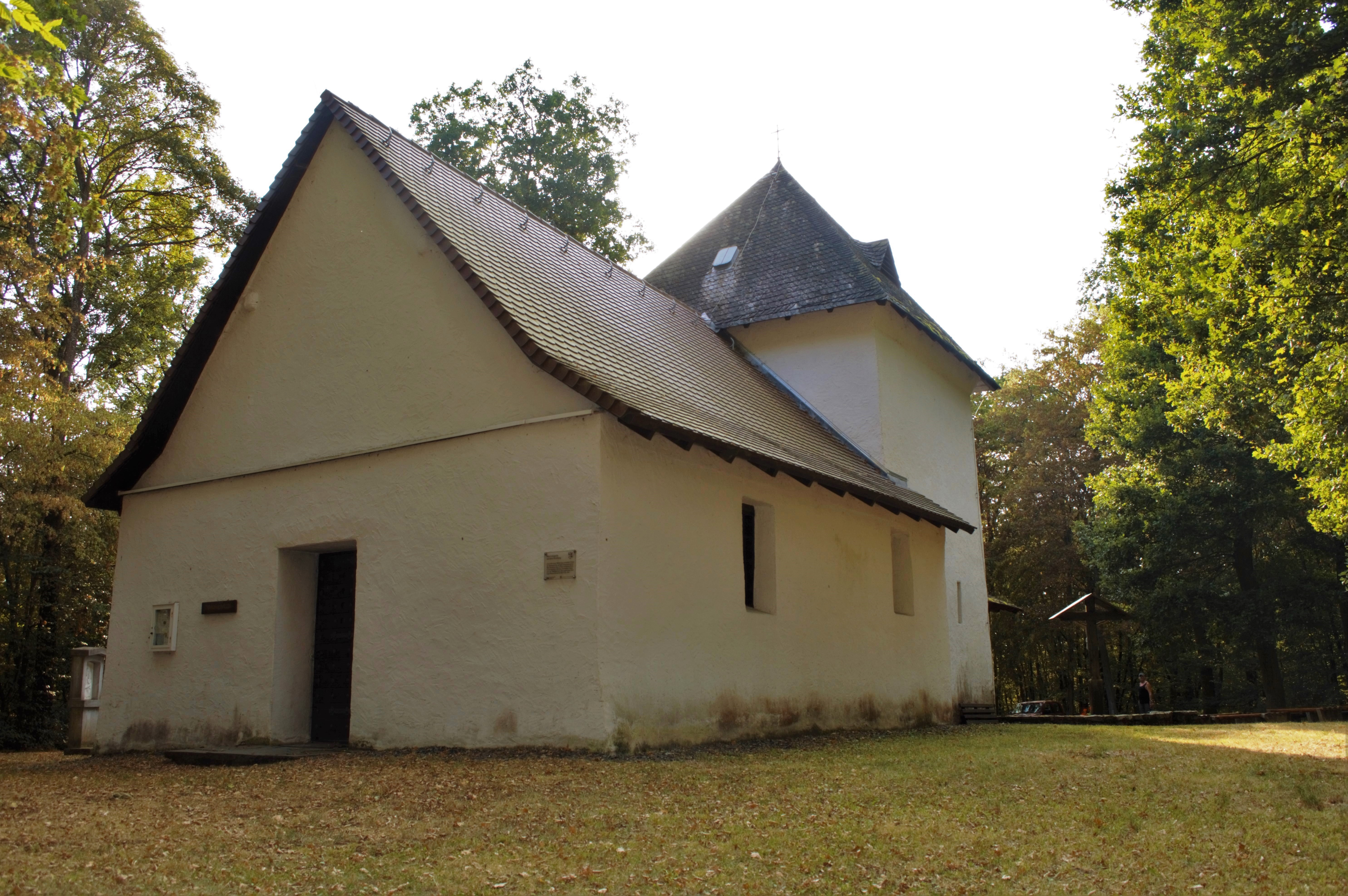
Kapelle auf dem Holzberg

Der Holzberg ist eine etwa 280 m ü. NHN hohe Erhebung im Taunus. Sie liegt nahe Kransberg im hessischen Hochtaunuskreis; östlich schließt sich der Wetteraukreis an. Auf ihr befinden sich der Ringwall Holzburg und die Marienkapelle.

## Geographie

### Lage
Der Holzberg erhebt sich im Naturpark Taunus. Er liegt zwischen dem nahen Kransberg (Usingen) im Südsüdwesten sowie zwischen Friedrichsthal (Wehrheim) im Südosten, Wernborn (Usingen) im Westnordwesten und Langenhain-Ziegenberg (Ober-Mörlen) im Ostnordosten. Südlich vorbei fließt der Holzbach, der westlich der Erhebung in die diese nördlich tangierende Usa mündet.

### Naturräumliche Zuordnung
Der Holzberg gehört in der naturräumlichen Haupteinheitengruppe Taunus (Nr. 30) und in der Haupteinheit Östlicher Hintertaunus (302) zum Naturraum Münster-Maibach-Schwelle (302.4). Die Landschaft fällt nach Westen in den Naturraum Usinger Becken (302.5) ab.

## Ringwall Holzburg
Auf dem Holzberg befindet sich der Ringwall Holzburg, der etwa aus dem Jahr 900 vor Christus stammt. Seine Ringwälle sind heute noch deutlich im Gelände zu erkennen. Neben den Funden aus dieser Zeit fanden sich bei Grabungen weitere Funde aus dem 4./5. Jahrhundert.

## Wüstungen Ober- und Unterholzburg
Im Jahr 1275 werden zwei Dörfer am Holzberg urkundlich erwähnt: Oberholzburg und Unterholzburg (Hoilzburch). 1653 erfolgt eine urkundliche Erwähnung als Oberholzberg und Unterholzberg. Beide Orte gingen in den Wirren des Dreißigjährigen Krieges unter. Im Jahr 1653 wurde die Pfarrei Holzburg nach Kransberg verlegt.

## Marienkapelle
Auf dem Holzberg steht die Marienkapelle, die im Jahr 1218 erstmals urkundlich erwähnt wurde. Sie befindet sich im Ringwall Holzburg.